# Jacques Valat
Jacques Valat (fotógrafo francés) nació el 10 de agosto de 1953 en  Le Puy-en-Velay (Haute-Loire / Francia).

## Biografía
En 1979 y 1980, por petición de Yves Brayer, expuso sus fotografías en el Salon d'Automne (Grand Palais - Paris). 
En 1981, se incorpora a la Agencia de difusión de fotografías Top-Rapho (Paris).
En 1982, participa en el mes de la fotografía (Paris Audiovisuel) donde presenta una exposición personal.
En más de veinte años, Jacques Valat ha expuesto sus imágenes en la red Fnac (Pau, Toulouse, Berlin), en el Centre culturel du Parvis (Tarbes), en la abadía de l'Escaladieu, en el museo de la Amitié Franco-Américaine (Château de Blérancourt) en compañía de S Moon, J-L Sieff, P Lindbergh, en el Enst Bretagne (Brest), en el Musée des Télécommunications de Plemeur – Bodou, en la Sede de la Sncf. 
Jacques Valat define su escritura como periodística y etnográfica más que plástica. 
En búsqueda permanente y habituado a plasmar al ser humano en su mayor verdad, Jacques Valat se ha interesado, naturalmente, por el arte del retrato. 
Captar lo esencial de un personaje en un cruce de miradas es la exigente apuesta que se impone, en cada encuentro, este autor que marida las técnicas del reportaje y del estudio para proponernos imágenes convivenciales y sofisticadas.